# Stopa zysku
Stopa zysku – wskaźnik finansowy informujący o ekonomicznej efektywności danego przedsięwzięcia. Obliczana jest ona najczęściej jako procentowy stosunek zysku operacyjnego lub netto do:
- wartości aktywów trwałych i obrotowych wykorzystywanych w przedsiębiorstwie,
- zaangażowanego w przedsiębiorstwie kapitału całkowitego lub własnego,
- uzyskiwanych przez przedsiębiorstwo przychodów ze sprzedaży.

W pierwszych dwóch spośród wymienionych zastosowań stopa zysku mierzy rentowność zasobów przedsiębiorstwa, natomiast w trzecim pozwala ona na ocenę zyskowności prowadzonej działalności.
Stopa zysku jest pojęciem, którym dość łatwo jest manipulować.